# Campeonato Sudamericano de Fútbol Sub-17 de 2017
El Campeonato Sudamericano Sub-17 de 2017 fue la XVII edición del torneo continental de la categoría. En esta ocasión se realizó por segunda vez en Chile, entre el 23 de febrero y el 19 de marzo. Las sedes oficiales del torneo fueron Rancagua y Talca; como sede temporal, se asignó el cupo a Curicó para albergar las primeras dos fechas del Grupo B.
El certamen otorgó cuatro plazas para la Copa Mundial de Fútbol Sub-17 de 2017 a celebrarse en India en octubre. Los jugadores elegibles para este torneo fueron aquellos nacidos a partir del 1 de enero de 2000, tal como se indicó en el Reglamento del Sudamericano Sub-17, Edición 2017, en el artículo 6.11.
El torneo fue ganado por Brasil, que logró su 12.º título en esta competición.

## Sedes
Este torneo contó con dos sedes oficiales y una sede temporal: 
La ciudad de Rancagua, capital de la Región de O'Higgins, recibió todos los partidos del Grupo A en la primera fase junto con el hexagonal final en el Estadio El Teniente. 
En cuanto a la ciudad de Talca, capital de la VII Región del Maule, recibió los partidos del Grupo B en la primera fase en el Estadio Fiscal, a excepción de las dos primeras fechas —por problemas de mantención en su campo de juego, se asignó la localía temporal a Curicó en el Estadio La Granja—.
| Rancagua                                     | Talca                                        | Curicó                                       | Rancagua Talca Curicó |
| -------------------------------------------- | -------------------------------------------- | -------------------------------------------- | --------------------- |
| Estadio El Teniente                          | Estadio Fiscal de Talca                      | Estadio La Granja                            | Rancagua Talca Curicó |
| 34°10′40″S 70°44′16″O / -34.17778, -70.73778 | 35°25′11″S 71°40′26″O / -35.41972, -71.67389 | 34°58′28″S 71°13′51″O / -34.97444, -71.23083 | Rancagua Talca Curicó |
| Capacidad: 15 600                            | Capacidad: 16 000                            | Capacidad: 8000                              | Rancagua Talca Curicó |
|                                              |                                              |                                              | Rancagua Talca Curicó |

## Árbitros
Los siguientes fueron los árbitros y jueces asistentes confirmados para la competición, donde se encuentran representantes de los países participantes en el sudamericano, convocados por la Comisión de Árbitros de la Confederación Sudamericana de Fútbol:
| - Argentina: Jorge Baliño - Lucas Germanotta (asistente 1) - Gabriel Chade (asistente 2) - Bolivia: Juan García - Jorge Valdiviezo (asistente 1) - Roger Orellana (asistente 2) - Brasil: Raphael Claus - Bruno Pires (asistente 1) - Danilo Manís (asistente 2) - Rodolpho Toski (soporte 1) - Chile: Eduardo Gamboa - Claudio Ríos (asistente 1) - Edson Cisternas (asistente 2) | - Colombia: Luis Sánchez - Wilmar Navarro (asistente 1) - Dionisio Ruiz (asistente 2) - Ecuador: Juan Carlos Albarracín - Ricardo Baren (asistente 1) - Edwin Bravo (asistente 2) - Paraguay: José Méndez - Juan Zorrilla (asistente 1) - Carlos Cáceres (asistente 2) | - Perú: Michael Espinoza - Michael Orué (asistente 1) - Stephen Atoche (asistente 2) - Joel Alarcón (soporte 2) - Uruguay: Leodán González - Carlos Pastorino (asistente 1) - Horacio Ferreiro (asistente 2) - Venezuela: Adrián Cabello - Tulio Moreno (asistente 1) - Elbis Gómez (asistente 2) |

## Equipos participantes
Participaron las diez selecciones nacionales de fútbol afiliadas a la Conmebol.
| Equipos participantes | Equipos participantes | Equipos participantes | Equipos participantes | Equipos participantes |
| --------------------- | --------------------- | --------------------- | --------------------- | --------------------- |
| Argentina             | Bolivia               | Brasil                | Chile                 | Colombia              |
| Ecuador               | Paraguay              | Perú                  | Uruguay               | Venezuela             |

## Sorteo
En Santiago el 12 de enero de 2017, se realizó el sorteo de grupos, organizado por la ANFP en sus instalaciones en la comuna de Peñalolén en conjunto con la CONMEBOL, con la asistencia de las siguientes autoridades: 
- Hugo Figueredo, director de competencias de la CONMEBOL.
- Arturo Salah, presidente de la ANFP.
- Nicole Sáez, ministra de Deportes de Chile (subrogante).
- Eduardo Soto, alcalde de Rancagua.
- Juan Carlos Díaz, alcalde de Talca.

La ceremonia fue dirigida por Karla Quiroga y Claudio Palma. Los encargados de ejecutar el sorteo fueron Hugo Figueredo y los exfutbolistas y seleccionados chilenos Vladimir Bigorra y Héctor Tapia.  
En el sorteo se designaron como cabezas de serie a Chile, como anfitrión del torneo, y Brasil, como campeón vigente del certamen Sub-17, encabezando los grupos A y B, respectivamente. Se informó además que los partidos del Grupo A y de la fase final se jugarían en el Estadio El Teniente de Rancagua, y los del Grupo B en el Estadio Fiscal de Talca. 
De acuerdo al ranking obtenido en el anterior sudamericano sub-17, disputado en Paraguay en 2015, se establecieron parejas que solo fueron a sorteo para designar que grupo integrarían. Las parejas se conformaron de la siguiente manera:
- Argentina (subcampeón) -  Ecuador (tercer lugar)
- Paraguay (cuarto lugar) -  Uruguay (quinto lugar)
- Colombia (sexto lugar) -  Venezuela (séptimo lugar)
- Bolivia (octavo lugar) -  Perú (noveno lugar)

Realizado el sorteo, los grupos se conformaron de la siguiente manera:

| Grupo A                      | Grupo B                  |
| Chile (anfitrión del torneo) | Brasil (campeón vigente) |
| Ecuador                      | Argentina                |
| Uruguay                      | Paraguay                 |
| Colombia                     | Venezuela                |
| Bolivia                      | Perú                     |

En la misma ceremonia, se presentaron las sedes del torneo, además del logo y la mascota de la competencia sudamericana. En esta ocasión, el logo estuvo representado por una araucaria, mientras que la mascota fue un copihue llamado "El Rojas".

## Primera fase
- Los horarios corresponden a la hora de Chile (UTC-3).

Los diez equipos participantes en la primera fase se dividieron en dos grupos de cinco equipos cada uno. Luego de una liguilla simple (a una sola rueda de partidos), pasaron a segunda ronda los tres primeros equipos de cada grupo.
En caso de empate en puntos en cualquiera de las posiciones, la clasificación se determinó siguiendo en orden los siguientes criterios:
- Diferencia de goles.
- Cantidad de goles marcados.
- El resultado del partido jugado entre los empatados.
- Por sorteo.

### Grupo A
| Equipo   | Pts | PJ | PG | PE | PP | GF | GC | Dif |
| -------- | --- | -- | -- | -- | -- | -- | -- | --- |
| Chile    | 8   | 4  | 2  | 2  | 0  | 4  | 2  | 2   |
| Colombia | 7   | 4  | 2  | 1  | 1  | 8  | 6  | 2   |
| Ecuador  | 6   | 4  | 2  | 0  | 2  | 3  | 3  | 0   |
| Uruguay  | 4   | 4  | 1  | 1  | 2  | 4  | 5  | -1  |
| Bolivia  | 3   | 4  | 1  | 0  | 3  | 3  | 6  | -3  |

|  | Clasificado para el hexagonal final. |

| 23 de febrero de 2017, 20:00 | Ecuador      | 1:2 (1:0) | Colombia                   | Estadio El Teniente, Rancagua |                              |
|                              | Rezabala 25' | Reporte   | Barrero 72' · Peñaloza 79' | Árbitro(s): Michael Espinoza  | Árbitro(s): Michael Espinoza |

| 23 de febrero de 2017, 22:15 | Chile           | 1:0 (1:0) | Bolivia | Estadio El Teniente, Rancagua |                         |
|                              | S. Valencia 38' | Reporte   |         | Árbitro(s): José Méndez       | Árbitro(s): José Méndez |

- Equipo libre:  Uruguay.

| 25 de febrero de 2017, 20:00 | Ecuador    | 1:0 (1:0) | Uruguay | Estadio El Teniente, Rancagua |                           |
|                              | Porozo 16' | Reporte   |         | Árbitro(s): Raphael Claus     | Árbitro(s): Raphael Claus |

| 25 de febrero de 2017, 22:15 | Chile       | 1:1 (0:0) | Colombia     | Estadio El Teniente, Rancagua |                          |
|                              | Alarcón 70' | Reporte   | Peñaloza 60' | Árbitro(s): Jorge Baliño      | Árbitro(s): Jorge Baliño |

- Equipo libre:  Bolivia.

| 27 de febrero de 2017, 17:00 | Uruguay      | 1:3 (1:1) | Colombia                                       | Estadio El Teniente, Rancagua |                         |
|                              | Falconis 44' | Reporte   | Peñaloza 38' (pen.) · Barrero 49' · Campaz 63' | Árbitro(s): José Méndez       | Árbitro(s): José Méndez |

| 27 de febrero de 2017, 19:00 | Ecuador    | 1:0 (0:0) | Bolivia | Estadio El Teniente, Rancagua |                            |
|                              | Campos 80' | Reporte   |         | Árbitro(s): Adrián Cabello    | Árbitro(s): Adrián Cabello |

- Equipo libre:  Chile.

| 1 de marzo de 2017, 17:00 | Colombia               | 2:3 (0:2) | Bolivia                 | Estadio El Teniente, Rancagua |                           |
|                           | López 76' · Campaz 79' | Reporte   | Roca 3' 56' · Melgar 7' | Árbitro(s): Raphael Claus     | Árbitro(s): Raphael Claus |

| 1 de marzo de 2017, 19:00 | Chile           | 1:1 (0:0) | Uruguay   | Estadio El Teniente, Rancagua |                            |
|                           | A. Valencia 89' | Reporte   | Neris 70' | Árbitro(s): Adrián Cabello    | Árbitro(s): Adrián Cabello |

- Equipo libre:  Ecuador.

| 3 de marzo de 2017, 17:00 | Uruguay                | 2:0 (1:0) | Bolivia | Estadio El Teniente, Rancagua |                              |
|                           | Chacón 45' · Viera 65' | Reporte   |         | Árbitro(s): Michael Espinoza  | Árbitro(s): Michael Espinoza |

| 3 de marzo de 2017, 19:00 | Chile             | 1:0 (1:0) | Ecuador | Estadio El Teniente, Rancagua |                          |
|                           | Porozo 23' (a.g.) | Reporte   |         | Árbitro(s): Jorge Baliño      | Árbitro(s): Jorge Baliño |

- Equipo libre:  Colombia.

### Grupo B
| Equipo    | Pts | PJ | PG | PE | PP | GF | GC | Dif |
| --------- | --- | -- | -- | -- | -- | -- | -- | --- |
| Brasil    | 10  | 4  | 3  | 1  | 0  | 7  | 1  | 6   |
| Paraguay  | 8   | 4  | 2  | 2  | 0  | 6  | 3  | 3   |
| Venezuela | 7   | 4  | 2  | 1  | 1  | 6  | 5  | 1   |
| Argentina | 3   | 4  | 1  | 0  | 3  | 3  | 4  | -1  |
| Perú      | 0   | 4  | 0  | 0  | 4  | 2  | 11 | -9  |

|  | Clasificado para el hexagonal final. |

| 24 de febrero de 2017, 20:00 | Argentina | 0:1 (0:0) | Venezuela    | Estadio La Granja, Curicó  |                            |
|                              |           | Reporte   | Chalbaud 53' | Árbitro(s): Eduardo Gamboa | Árbitro(s): Eduardo Gamboa |

| 24 de febrero de 2017, 22:15 | Brasil                                                        | 3:0 (3:0) | Perú | Estadio La Granja, Curicó          |                                    |
|                              | Vinícius Júnior 13' · Marcos Silva 33' · Lincoln 45+2' (pen.) | Reporte   |      | Árbitro(s): Juan Carlos Albarracín | Árbitro(s): Juan Carlos Albarracín |

- Equipo libre:  Paraguay.

| 26 de febrero de 2017, 20:00 | Argentina | 0:1 (0:1) | Paraguay   | Estadio La Granja, Curicó |                         |
|                              |           | Reporte   | Romero 19' | Árbitro(s): Juan García   | Árbitro(s): Juan García |

| 26 de febrero de 2017, 22:15 | Brasil       | 1:0 (0:0) | Venezuela | Estadio La Granja, Curicó   |                             |
|                              | Paulinho 55' | Reporte   |           | Árbitro(s): Leodán González | Árbitro(s): Leodán González |

- Equipo libre:  Perú.

| 28 de febrero de 2017, 18:00 | Paraguay                            | 2:2 (1:0) | Venezuela                  | Estadio Fiscal, Talca              |                                    |
|                              | Galeano 22' (pen.) · Morínigo 90+2' | Reporte   | Ferreira 47' · Hurtado 68' | Árbitro(s): Juan Carlos Albarracín | Árbitro(s): Juan Carlos Albarracín |

| 28 de febrero de 2017, 20:15 | Argentina                    | 3:0 (2:0) | Perú | Estadio Fiscal, Talca       |                             |
|                              | Colidio 35' 39' · Obando 57' | Reporte   |      | Árbitro(s): Leodan González | Árbitro(s): Leodan González |

- Equipo libre:  Brasil.

| 2 de marzo de 2017, 17:00 | Venezuela                               | 3:2 (2:2) | Perú                        | Estadio Fiscal, Talca   |                         |
|                           | Barragán 22' · Hurtado 30' · Makoun 77' | Reporte   | Mifflin 24' · Sánchez 45+3' | Árbitro(s): Juan García | Árbitro(s): Juan García |

| 2 de marzo de 2017, 19:00 | Brasil              | 1:1 (1:1) | Paraguay           | Estadio Fiscal, Talca      |                            |
|                           | Vinícius Júnior 38' | Reporte   | Sánchez 15' (pen.) | Árbitro(s): Eduardo Gamboa | Árbitro(s): Eduardo Gamboa |

- Equipo libre:  Argentina.

| 4 de marzo de 2017, 17:00 | Paraguay                           | 2:0 (2:0) | Perú | Estadio Fiscal, Talca              |                                    |
|                           | Rodríguez 20' · Fuentes 43' (a.g.) | Reporte   |      | Árbitro(s): Juan Carlos Albarracín | Árbitro(s): Juan Carlos Albarracín |

| 4 de marzo de 2017, 19:00 | Brasil                         | 2:0 (0:0) | Argentina | Estadio Fiscal, Talca       |                             |
|                           | Brenner 61' · Yuri Alberto 82' | Reporte   |           | Árbitro(s): Leodan González | Árbitro(s): Leodan González |

- Equipo libre:  Venezuela.

## Fase final
- En esta fase jugaron las tres primeras selecciones de cada grupo en un hexagonal final, cuyas primeras cuatro selecciones clasificaron directamente al mundial de fútbol de la categoría a realizarse en India en octubre.
- Como lo indicó el Reglamento del Sudamericano de fútbol Sub-17 Chile 2017, en su artículo 16.2, al clasificar a la fase final, a Chile se le concedió el derecho a jugar todos sus partidos en el último turno (22:15, horario local).[3]
- El horario de los partidos en la última fecha se ajustó según las posibilidades de las selecciones de salir campeón del torneo, tal como está señalado en el artículo 16.3 del reglamento.[3]

### Hexagonal final
Pese a tener la opción de jugar los partidos en el último turno como clasificado y anfitrión, se decidió que Chile jugase todos sus partidos a las 20:00 (horario local), a excepción de la última jornada.
| Equipo    | Pts | PJ | PG | PE | PP | GF | GC | Dif |
| --------- | --- | -- | -- | -- | -- | -- | -- | --- |
| Brasil    | 13  | 5  | 4  | 1  | 0  | 17 | 2  | 15  |
| Chile     | 9   | 5  | 3  | 0  | 2  | 3  | 7  | -4  |
| Paraguay  | 8   | 5  | 2  | 2  | 1  | 10 | 7  | 3   |
| Colombia  | 7   | 5  | 2  | 1  | 2  | 4  | 6  | -2  |
| Venezuela | 4   | 5  | 1  | 1  | 3  | 5  | 10 | -5  |
| Ecuador   | 1   | 5  | 0  | 1  | 4  | 5  | 12 | -7  |

|  | Clasificado para la Copa Mundial de Fútbol Sub-17 de 2017 |

| 7 de marzo de 2017, 17:45 | Colombia                    | 2:1 (0:1) | Ecuador      | Estadio El Teniente, Rancagua |                         |
|                           | Campaz 53' · Martínez 90+2' | Reporte   | Quiñónez 12' | Árbitro(s): Juan García       | Árbitro(s): Juan García |

| 7 de marzo de 2017, 20:00 | Chile    | 1:0 (1:0) | Venezuela | Estadio El Teniente, Rancagua      |                                    |
|                           | Díaz 37' | Reporte   |           | Árbitro(s): Juan Carlos Albarracín | Árbitro(s): Juan Carlos Albarracín |

| 7 de marzo de 2017, 22:15 | Brasil                 | 2:2 (2:0) | Paraguay                    | Estadio El Teniente, Rancagua |                            |
|                           | Lincoln 15' 40' (pen.) | Reporte   | Sánchez 78' · Fernández 82' | Árbitro(s): Eduardo Gamboa    | Árbitro(s): Eduardo Gamboa |

| 10 de marzo de 2017, 17:45 | Paraguay                  | 2:2 (1:2) | Ecuador                 | Estadio El Teniente, Rancagua |                            |
|                            | Rolón 45' · Fernández 56' | Reporte   | Micolta 36' · Tobar 39' | Árbitro(s): Adrián Cabello    | Árbitro(s): Adrián Cabello |

| 10 de marzo de 2017, 20:00 | Chile      | 1:0 (1:0) | Colombia | Estadio El Teniente, Rancagua |                           |
|                            | Zúñiga 19' | Reporte   |          | Árbitro(s): Raphael Claus     | Árbitro(s): Raphael Claus |

| 10 de marzo de 2017, 22:15 | Brasil                                                                      | 4:0 (2:0) | Venezuela | Estadio El Teniente, Rancagua |                         |
|                            | Luna 24' (a.g.) · Lucas Halter 39' · Vinicius Júnior 83' · Yuri Alberto 90' | Reporte   |           | Árbitro(s): José Méndez       | Árbitro(s): José Méndez |

| 13 de marzo de 2017, 17:45 | Colombia | 0:0     | Venezuela | Estadio El Teniente, Rancagua |                          |
|                            |          | Reporte |           | Árbitro(s): Jorge Baliño      | Árbitro(s): Jorge Baliño |

| 13 de marzo de 2017, 20:00 | Chile | 0:2 (0:2) | Paraguay                  | Estadio El Teniente, Rancagua |                         |
|                            |       | Reporte   | Romero 7' · Sánchez 45+1' | Árbitro(s): Óscar Rojas       | Árbitro(s): Óscar Rojas |

| 13 de marzo de 2017, 22:15 | Brasil                                | 3:0 (2:0) | Ecuador | Estadio El Teniente, Rancagua |                              |
|                            | Vinicius Júnior 19' 29' · Lincoln 52' | Reporte   |         | Árbitro(s): Michael Espinoza  | Árbitro(s): Michael Espinoza |

| 16 de marzo de 2017, 17:45 | Paraguay                                  | 3:1 (2:0) | Venezuela             | Estadio El Teniente, Rancagua  |                                |
|                            | Fernández 2' · Romero 20' · Rodríguez 54' | Reporte   | Casseres 90+1' (pen.) | Árbitro(s): Fernando Rapallini | Árbitro(s): Fernando Rapallini |

| 16 de marzo de 2017, 20:00 | Chile      | 1:0 (1:0) | Ecuador | Estadio El Teniente, Rancagua |                         |
|                            | Zúñiga 34' | Reporte   |         | Árbitro(s): Juan García       | Árbitro(s): Juan García |

| 16 de marzo de 2017, 22:15 | Brasil                                  | 3:0 (1:0) | Colombia | Estadio El Teniente, Rancagua |                             |
|                            | Vinicius Júnior 24' 52' · Alerrando 69' | Reporte   |          | Árbitro(s): Leodan González   | Árbitro(s): Leodan González |

| 19 de marzo de 2017, 17:45 | Ecuador                    | 2:4 (1:2) | Venezuela                                                | Estadio El Teniente, Rancagua |                         |
|                            | Rezabala 37' · Micolta 46' | Reporte   | Hurtado 21' · Echeverría 25' · Barragán 77' · Luna 90+2' | Árbitro(s): Óscar Rojas       | Árbitro(s): Óscar Rojas |

| 19 de marzo de 2017, 20:00 | Colombia                | 2:1 (1:1) | Paraguay   | Estadio El Teniente, Rancagua |                              |
|                            | Barrero 40' · Vidal 66' | Reporte   | Sánchez 9' | Árbitro(s): Michael Espinoza  | Árbitro(s): Michael Espinoza |

| 19 de marzo de 2017, 22:15 | Chile | 0:5 (0:2) | Brasil                                              | Estadio El Teniente, Rancagua |                          |
|                            |       | Reporte   | Paulinho 12' · Alan Souza 44' 63' 83' · Lincoln 80' | Árbitro(s): Jorge Baliño      | Árbitro(s): Jorge Baliño |

|                            |
| Bandera de Brasil          |
| Campeón Brasil 12.º título |

## Clasificados al Mundial Sub-17 India 2017
| Bandera de Brasil | Bandera de Chile | Bandera de Paraguay | Bandera de Colombia |
| Brasil            | Chile            | Paraguay            | Colombia            |
| Campeón           | Subcampeón       | Tercer puesto       | Cuarto puesto       |

## Estadísticas

### Tabla general
| Pos. | Equipo    | Pts | PJ | PG | PE | PP | GF | GC | Dif | Rend. |
| ---- | --------- | --- | -- | -- | -- | -- | -- | -- | --- | ----- |
| 1    | Brasil    | 23  | 9  | 7  | 2  | 0  | 24 | 3  | +21 | 85%   |
| 2    | Chile     | 17  | 9  | 5  | 2  | 2  | 7  | 9  | -2  | 63%   |
| 3    | Paraguay  | 16  | 9  | 4  | 4  | 1  | 16 | 10 | +6  | 59%   |
| 4    | Colombia  | 14  | 9  | 4  | 2  | 3  | 12 | 12 | 0   | 52%   |
| 5    | Venezuela | 11  | 9  | 3  | 2  | 4  | 11 | 15 | -4  | 41%   |
| 6    | Ecuador   | 7   | 9  | 2  | 1  | 6  | 8  | 15 | -7  | 26%   |
| 7    | Uruguay   | 4   | 4  | 1  | 1  | 2  | 4  | 5  | -1  | 33%   |
| 8    | Argentina | 3   | 4  | 1  | 0  | 3  | 3  | 4  | -1  | 25%   |
| 9    | Bolivia   | 3   | 4  | 1  | 0  | 3  | 3  | 6  | -3  | 25%   |
| 10   | Perú      | 0   | 4  | 0  | 0  | 4  | 2  | 11 | -9  | 0%    |

### Goleadores
Última actualización: 20 de marzo de 2017 

| Jugador                 | Selección | Goles |
| ----------------------- | --------- | ----- |
| Vinícius Júnior         | Brasil    | 7     |
| Lincoln                 | Brasil    | 5     |
| Leonardo Sánchez        | Paraguay  | 4     |
| Alan Souza              | Brasil    | 3     |
| Santiago Barrero        | Colombia  | 3     |
| Juan Sebastian Peñaloza | Colombia  | 3     |
| Jaminton Campaz         | Colombia  | 3     |
| Roberto Fernández       | Paraguay  | 3     |
| Fernando Romero         | Paraguay  | 3     |
| Jan Hurtado             | Venezuela | 3     |
| Facundo Colidio         | Argentina | 2     |
| Ferddy Roca             | Bolivia   | 2     |
| Yuri Alberto            | Brasil    | 2     |
| Paulinho                | Brasil    | 2     |
| Gastón Zúñiga           | Chile     | 2     |
| Jordan Rezabala         | Ecuador   | 2     |
| Santiago Micolta        | Ecuador   | 2     |
| Alan Rodríguez          | Paraguay  | 2     |
| José Barragán           | Venezuela | 2     |

| Agustín Obando     | Argentina | 1 |
| Sebastián Melgar   | Bolivia   | 1 |
| Alerrando          | Brasil    | 1 |
| Brenner            | Brasil    | 1 |
| Lucas Halter       | Brasil    | 1 |
| Marcos Silva       | Brasil    | 1 |
| Alexis Valencia    | Chile     | 1 |
| Antonio Díaz       | Chile     | 1 |
| Lucas Alarcón      | Chile     | 1 |
| Sebastián Valencia | Chile     | 1 |
| Juan Martínez      | Colombia  | 1 |
| Juan Vidal         | Colombia  | 1 |
| Luis López         | Colombia  | 1 |
| Cristian Tobar     | Ecuador   | 1 |
| Jackson Porozo     | Ecuador   | 1 |
| Jhon Campos        | Ecuador   | 1 |
| Josué Quiñónez     | Ecuador   | 1 |
| Antonio Galeano    | Paraguay  | 1 |
| Jesús Rolón        | Paraguay  | 1 |
| Nicolás Morínigo   | Paraguay  | 1 |
| Gonzalo Sánchez    | Perú      | 1 |
| Leonardo Mifflin   | Perú      | 1 |
| Gustavo Viera      | Uruguay   | 1 |
| José Neris         | Uruguay   | 1 |
| Owen Falconis      | Uruguay   | 1 |
| Thomas Chacón      | Uruguay   | 1 |
| Christian Makoun   | Venezuela | 1 |
| Cristian Casseres  | Venezuela | 1 |
| Diego Luna         | Venezuela | 1 |
| Eduardo Fereira    | Venezuela | 1 |
| Jorge Echeverría   | Venezuela | 1 |
| Sebastián Chalbaud | Venezuela | 1 |

| Jackson Porozo  | Ecuador   | 1 | Chile    |
| Anthony Fuentes | Perú      | 1 | Paraguay |
| Diego Luna      | Venezuela | 1 | Brasil   |

### Asistencias
Última actualización: 20 de marzo de 2017

| Jugador         | Selección | Asistencias |
| Alan Souza      | Brasil    | 5           |
| Alan Rodríguez  | Paraguay  | 4           |
| Lincoln         | Brasil    | 3           |
| Jan Hurtado     | Venezuela | 3           |
| Vinicius Júnior | Brasil    | 2           |
| Paulinho        | Brasil    | 2           |
| Vitinho         | Brasil    | 2           |
| Weverson        | Brasil    | 2           |
| Yerco Oyanedel  | Chile     | 2           |
| Branco Provoste | Chile     | 2           |
| Juan Peñaloza   | Colombia  | 2           |
| Julio Báez      | Paraguay  | 2           |
| Juan Sanabria   | Uruguay   | 2           |
| José Barragán   | Venezuela | 2           |

| Jugador           | Selección | Asistencias |
| Benjamín Garré    | Argentina | 1           |
| Joan Mazzaco      | Argentina | 1           |
| Franz González    | Bolivia   | 1           |
| Ronaldo Arancibia | Bolivia   | 1           |
| Jhon García       | Bolivia   | 1           |
| Rodrigo Nestor    | Brasil    | 1           |
| Willian Gama      | Chile     | 1           |
| Gastón Zúñiga     | Chile     | 1           |
| Jordan Rezabala   | Colombia  | 1           |
| Juan Vidal        | Colombia  | 1           |
| Christian Andrade | Colombia  | 1           |
| Andrés Balanta    | Colombia  | 1           |
| Robert Mejía      | Colombia  | 1           |
| Andrés Perea      | Colombia  | 1           |
| Thomas Gutiérrez  | Colombia  | 1           |
| César Parra       | Ecuador   | 1           |
| Cristian Tobar    | Ecuador   | 1           |
| Jackson Porozo    | Ecuador   | 1           |
| Jordan Rezabala   | Ecuador   | 1           |
| Fernando Cardozo  | Paraguay  | 1           |
| Roberto Fernández | Paraguay  | 1           |
| Rodrigo Quintero  | Paraguay  | 1           |
| Braian Ojeda      | Paraguay  | 1           |
| Jesús Rolón       | Paraguay  | 1           |
| Fernando Romero   | Paraguay  | 1           |
| Fernando Melgar   | Perú      | 1           |
| Mauro Silveira    | Uruguay   | 1           |
| Brayan Palmezano  | Venezuela | 1           |
| Joffre Monrroy    | Venezuela | 1           |
| Octavio Páez      | Venezuela | 1           |

## Cobertura mediática

### Televisión
- Chile: Canal 13 y CDF

#### Otros países
- Argentina: TyC Sports
- Bolivia: Tigo Sports
- Brasil: SporTV
- Colombia: Caracol HD2, Fox Sports Colombia[14]
- Ecuador: CNT Sports
- Paraguay: RPC y Unicanal
- Perú: Panamericana TV
- Sudamérica: GOLTV
- Uruguay: VTV y Vera+
- Venezuela: La Tele Tuya. Sports 96.7 fm